# IFK Tärendö
IFK Tärendö är en idrottsförening som bildades i bydelen Kallio i Tärendö den 5 mars 1933. Ordförande på detta första möte var en man vid namn Carl Lauri. Klubben är mest känd för den svenska längdskidåkerskan tillika landslagskvinnan Charlotte Kalla som tävlade för klubben. IFK Tärendö står även som ägare till en av Norrbottens kända festplatser; Tärendöholmen.